# 그루터기

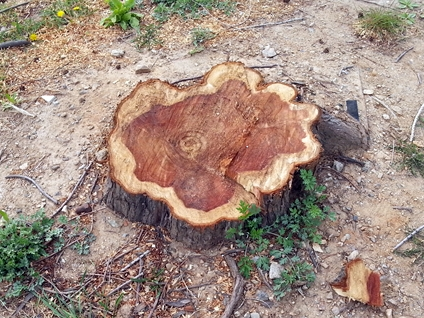
잘린지 얼마 되지않은 나무의 그루터기이다.

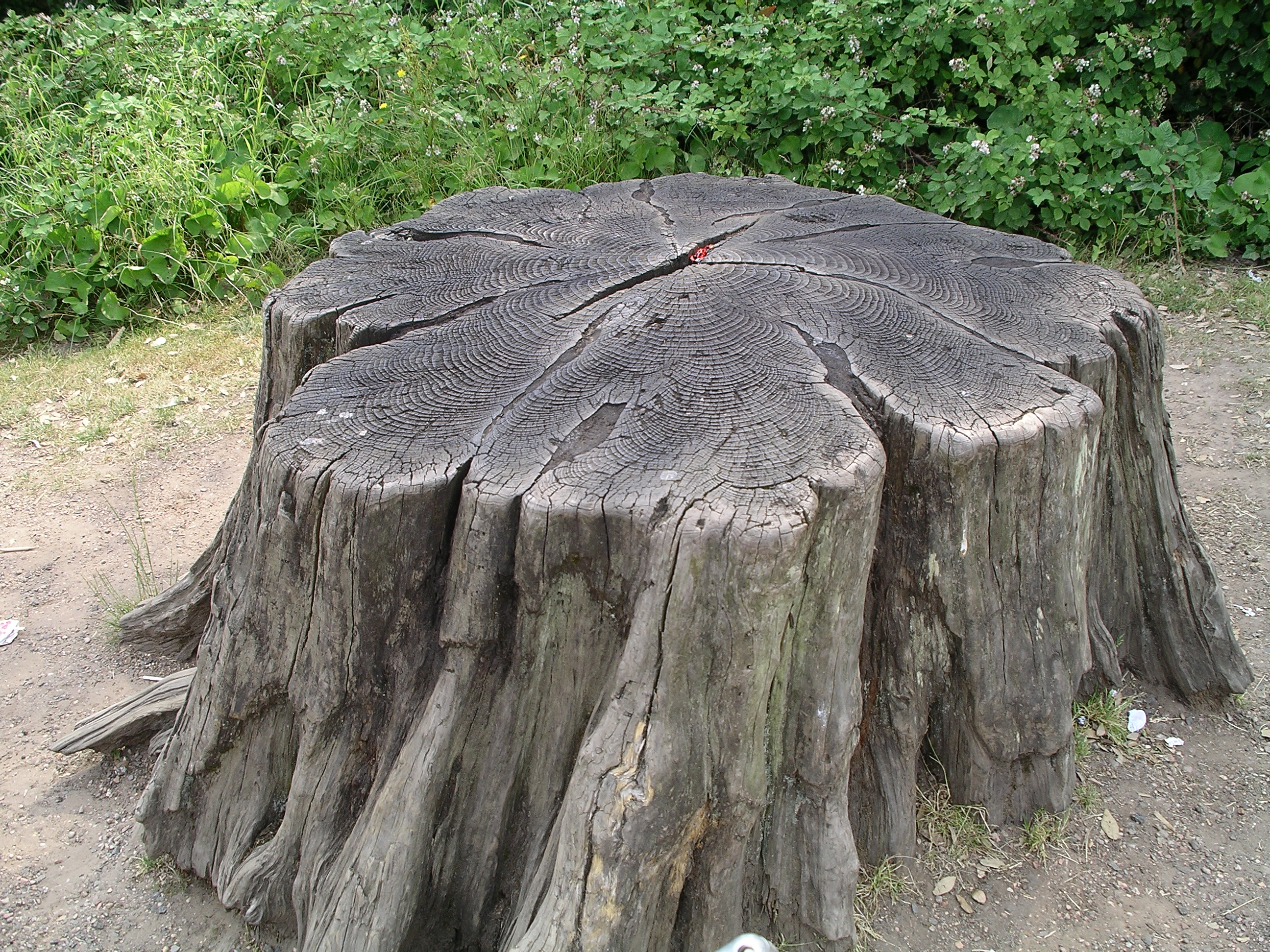
이미 잘린 상태를 가진 해당 나무 주위에 있는 그루터기

그루터기는 나무가 잘려 나가고 땅에 박힌 뿌리만 남은 것이다. 그루터기에는 나무의 나이를 알 수 있는 나이테가 드러나 있을 수 있으며, 이것을 연구하는 것을 연륜연대학이라고 한다.

## 참고 문헌
- Buckley, G.P. 1992. Ecology and Management of Coppice Woodlands. Springer 336 pages, ISBN 0-412-43110-6, ISBN 978-0-412-43110-4.
- Schenk, H.J., and R.B. Jackson. 2002. The global biogeography of roots. Ecological Monographs 72 (3): 311–328.